# گروه میکرون
گروه میکرون (به روسی: ОАО «НИИМЭ и Микрон») تولیدکننده قطعات الکترونیک در روسیه و کشورهای مشترک المنافع آن است که مرکز آن در زلنوگراد است.

## تاریخ
در دوره ۱۹۶۰–۱۹۸۰ میکرون فناوری‌های میکروالکترونیک را برای اتحاد جماهیر شوروی توسعه داد.
در سال ۲۰۰۷ این شرکت با STMicroelectronics برای ایجاد یک فرایند ۱۸۰ نانومتری، با برنامه‌ریزی برای شروع تولید انبوه در سال آینده همکاری کرد.
در سال ۲۰۱۰، Mikron مجوز یک فرایند ۹۰ نانومتری را دریافت کرد که تولید آن در حدود ۲۰۱۲–۲۰۱۳ آغاز شد. تأسیسات تولید ۹۰ نانومتر و مرکز طراحی تقریباً تا ۵۰ درصد توسط Rusnano با هزینه کل ۱۶٫۵۷ میلیارد روبل روسیه تأمین مالی شدند.
در سال ۲۰۱۴، به دلیل تعلیق فعالیت بین ویزا، مسترکارت و برخی از بانک‌های روسیه، میکرون امیدوار بود که سفارشات مربوط به ایجاد سیستم پرداخت کارت ملی روسیه را که در سال ۲۰۱۵ راه اندازی می‌شود، دریافت کند.
در اواخر سال ۲۰۱۴ اعلام شد که Mikron تولید آزمایشی ریزپردازنده داخلی به نام Elbrus-2SM را با استفاده از فرایند ۹۰ نانومتری تحت برنامه جایگزینی واردات در روسیه آغاز کرده‌است. تولید داخلی ریزپردازنده Elbrus-2SM از سوی خوانندگان مجله فنی CNews به عنوان مهم‌ترین رویداد سال ۲۰۱۴ انتخاب شد و ایجاد سیستم پرداخت کارت ملی در رتبه ۳ این فهرست قرار گرفت. فرایند ۶۵ نانومتری نیز در سال‌های بعد انجام شد و در سال ۲۰۲۰ مراحل تولید را صلاحیت و اصلاح کرد.
در آوریل ۲۰۲۲، وزارت خزانه داری ایالات متحده تحریم‌هایی را علیه ۲۱ نهاد و ۱۳ نفر از جمله Mikron به دلیل ارتباط آنها با روسیه در پی حمله روسیه به اوکراین اعمال کرد.
در ماه مه ۲۰۲۲، پس از اینکه TSMC تایوان به دلیل تحریم‌های آمریکا، روابط خود را با شرکت روسی قطع کرد، MCST مذاکراتی را با Mikron برای انتقال تولید پردازنده‌های Elbrus به تأسیسات Mikron آغاز کرد. انتقال تولید مستلزم آن است که MCST به فرایند ۹۰ نانومتری برگردد، زیرا Mikron تولید را با استفاده از فناوری ۲۸ نانومتر ارائه نمی‌دهد.

## محصولات
پردازنده بیت اسلایس سری ۵۸۹ (معادل Intel 3000)
CPU سری ۱۸۹۱ (مجموعه دستورالعمل Elbrus 2000؛ طراحی شده توسط MCST)
Elbrus-8SV (شماره تولید تراشه CPU：1891VM12Ya) CPU (مجموعه مهندسی معکوس Elbrus-8S؛ کپی شده توسط MCST).
CPUهای سری ۱۸۹۲ (مجموعه دستورالعمل MIPS32؛ طراحی شده توسط ELVEES Multicore)
CPUهای سری ۱۹۰۷ (مجموعه دستورالعمل MIPS32، طراحی شده توسط مؤسسه تحقیقات علمی توسعه سیستم)
CPUهای K5500VK018 (مجموعه دستورالعمل MIPS IV، طراحی شده توسط مؤسسه تحقیقات علمی توسعه سیستم).

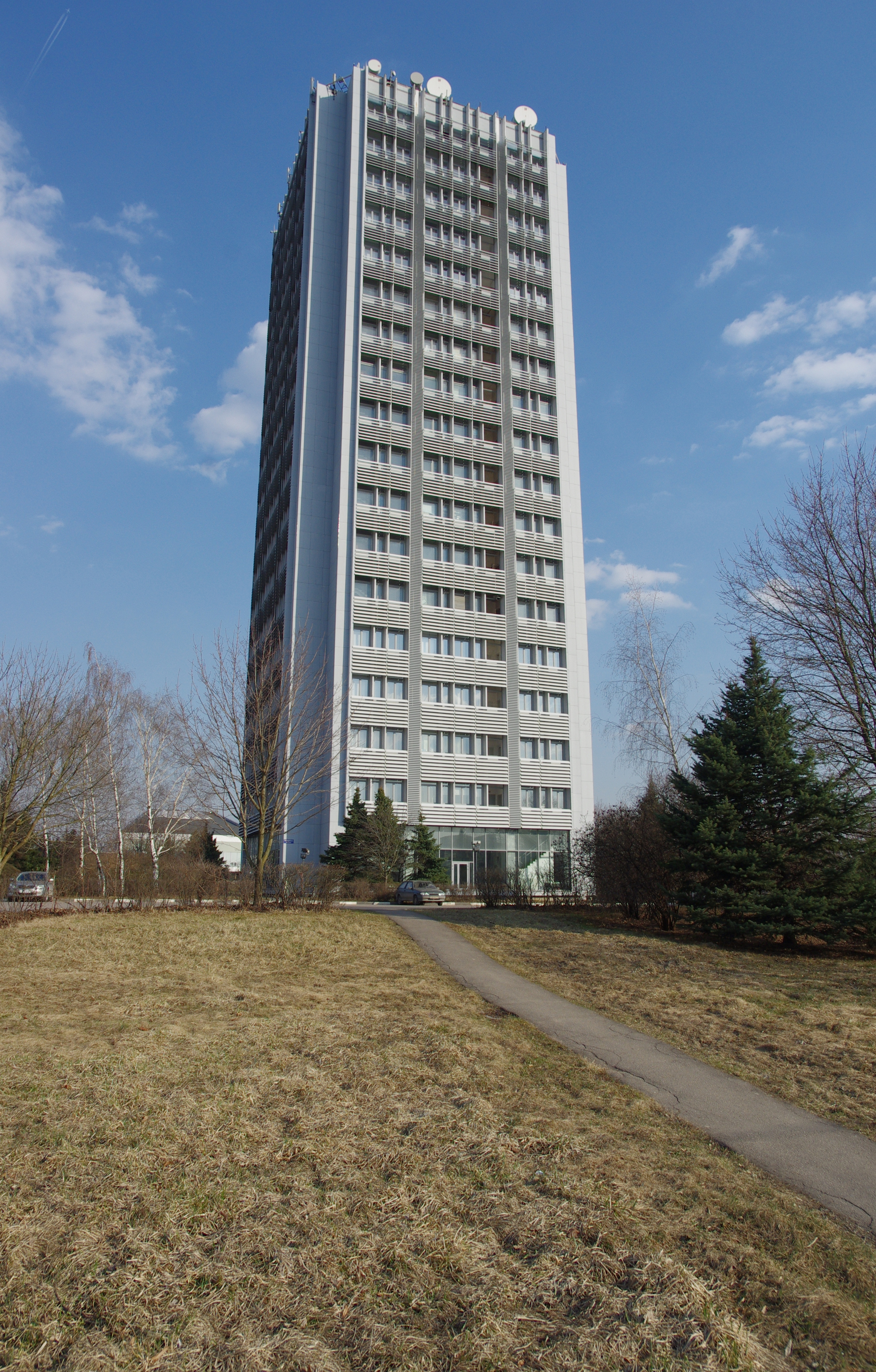
دفتر مرکزی در زلنوگراد
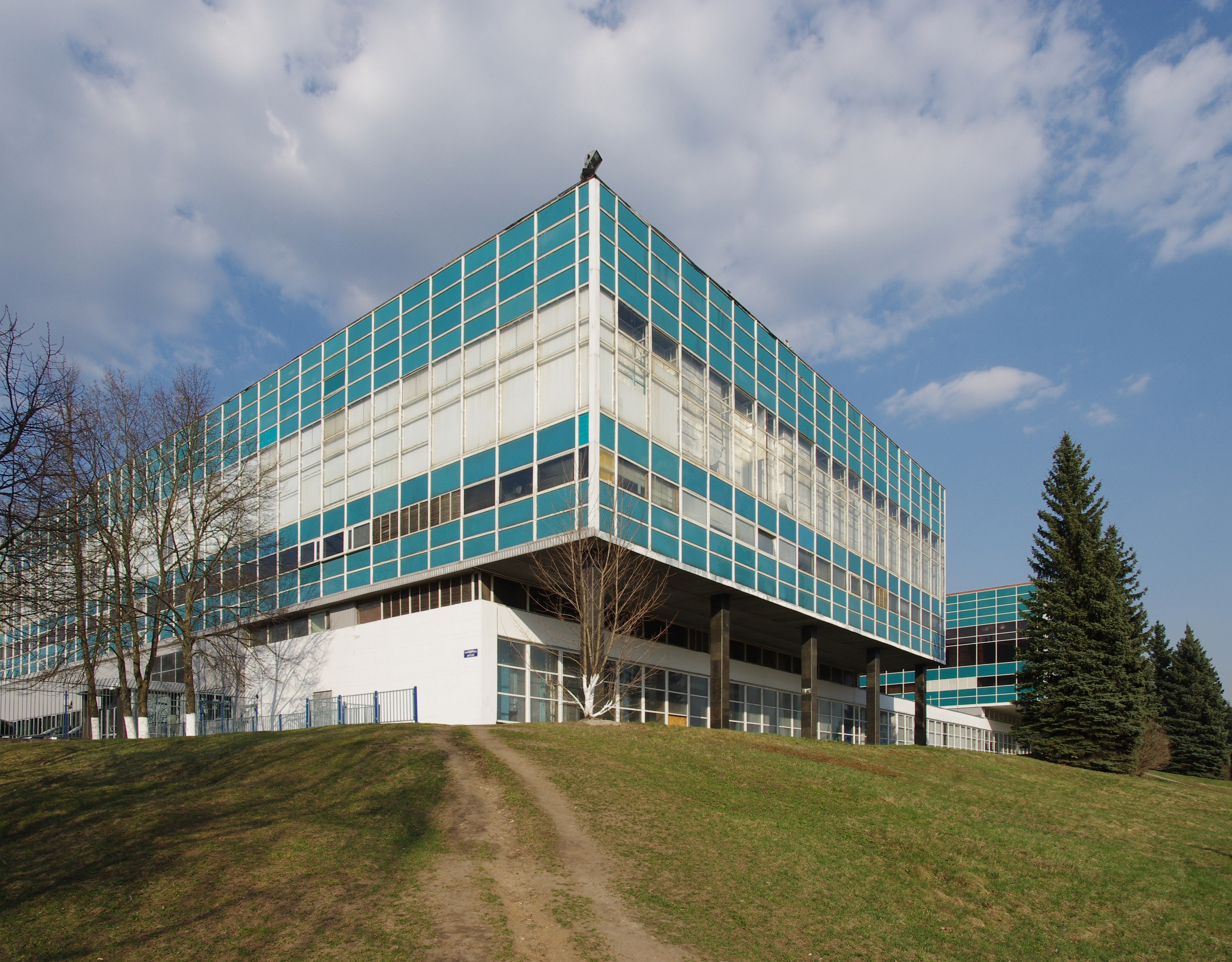
ساختمان شرکت
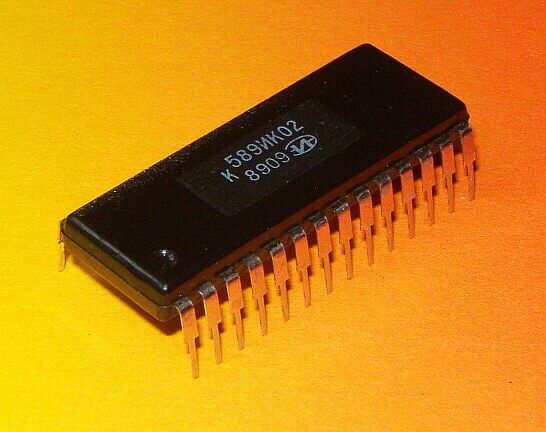
Bit-slice processor K589IK02, manufactured 1989
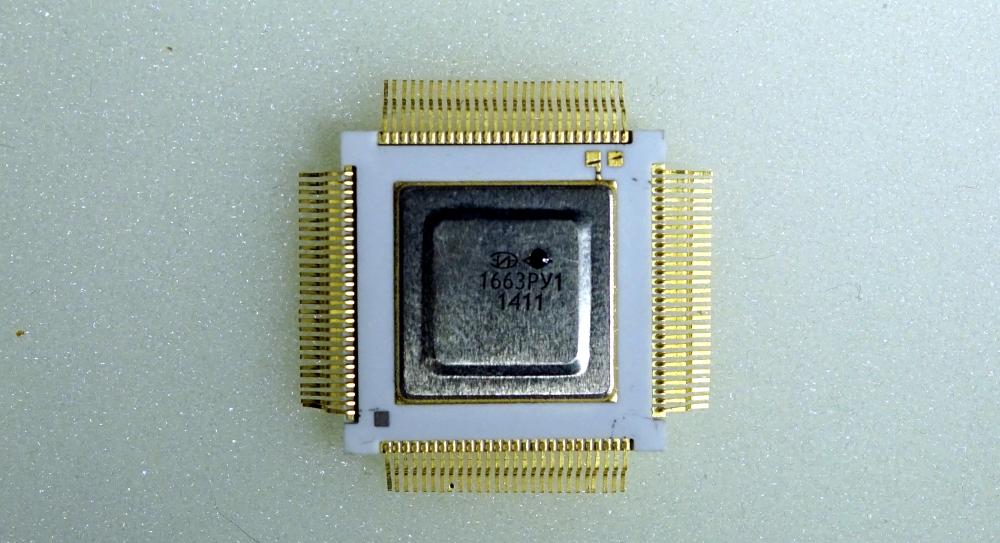
16Mbit SRAM 1663RU1, manufactured 2014